# Sai (arma)
Sai (em Chinês: 釵) é uma arma usada em alguns estilos de wushu, mas principalmente correlacionado a uma arte marcial nativa de Oquinaua, o kobudo, pelo que se acreditava ser originário dessa região. Todavia, pesquisas recentes informaram que é uma arma tipica do leste da China, utilizada antigamente como ferramenta na medida de cercas e construções chinesas, levada para o Japão por navios que costumavam faze-lo para dividir cultura com os habitantes da ilha.
Reputava-se como uma ferramenta agricultural uma vez utilizada para medir troncos, campos de irrigação ou para reter carroças de mercadoria no local. Sua forma básica é a de um punhal cego, com duas longas projeções igualmente cegas(tsuba) acopladas à empunhadura. Sai são construídas em uma variedade de formas. Alguns são suaves, enquanto outras são octogonais forcados no meio. Os tsuba são, tradicionalmente, simétricos, entretanto, o desenho Manji desenvolvido por Taira Shinken emprega tsubas contrariamente direcionados.
A finalidade do sai como arma reflete de suas formas distintas. Com perícia, pode ser empregada eficazmente contra uma espada longa, aprisionando a lâmina da espada no tsuba do sai. Usuários habilidosos são capazes de quebrar  a lâmina presa com um movimento de suas mãos. Existem várias maneiras distintas de se empunhar um sai nas mãos, os quais garantem versatilidade para uso como ambos, letal e não-letal.
Tradicionalmente, os sai eram carregados em três: dois ao lado, como armas primárias, e um terceiro escondido nas costas, no caso de uma mão ser desarmada ou para prender o pé de um inimigo ao solo arenoso Okinawano. Como uma arma de arremesso, o sai tem uma distância letal de aproximadamente 15-20 metros e podia ser arremessado normalmente contra oponentes utilizando uma espada, bo ou outra arma de alcance longo. O ferro (ou aço, em versões mais contemporâneas) pesado do sai concentrava força suficiente para atravessar uma armadura.
Os sai foram fortemente representados na cultura atual, em especial por personagens estilo ninja. O personagem de desenhos animados e quadrinhos, Rafael, das Tartarugas Ninja, é conhecido por utilizar um par de sai, bem como a heroína da Marvel, Elektra Natchios,  Mileena e Li Mei da série de videogame Mortal Kombat, Cyan Sung-Sun do anime e mangá Bleach e Gabrielle do seriado Xena: A Princesa Guerreira. Entretanto, seu uso em filmes e video games tem pouco ou nada a ver com seus usos originais: Nas mídias, o sai costuma ser retratado como arma de perfuração em vez de desarme ou contundência.[carece de fontes?]